# Краще (альбом Бумбокс)
Краще — студійний альбом українського гурту «Бумбокс».
Жанр: Фанк, Реґі, Хіп-хоп
Рік випуску: 2010
Кількість композицій: 21
Випущено: Moon Records

## Композиції
1. Вахтёрам (4:00)
2. Ким ми були (3:38)
3. Наодинці (4:15)
4. Бобік (3:20)
5. Поліна (4:18)
6. День (4:40)
7. Супер-Пупер (2:55)
8. Що ти зміг (4:11)
9. Стяги на стяги (3:13)
10. Гайки з Ямайки (4:14)
11. Хоттабыч (4:36)
12. Квіти в волоссі (3:57)
13. Діагноз (3:32)
14. Бета-Каротин (3:21)
15. Eva (3:30)
16. Віддаю (3:07)
17. Тримай (3:45)
18. E-mail (3:33)
19. Королева (3:21)
20. TNT (3:41)
21. та4то (3:23)